# 拟青新园蛛
拟青新园蛛（学名：Neoscona parascylla）为园蛛科新园蛛属的动物。在中国大陆，分布于浙江等地。该物种的模式产地在浙江。